# Lina Jonn
Lina Jonn (původně Carolina Johnsson 8. března 1861 Stora Råby – 25. prosince 1896 Norsko) byla švédská průkopnice v oblasti fotografického průmyslu.

## Život a dílo
Narodila se jako šestá ze sedmi dětí farmáře Jonse Johnsona a jeho ženě Hanny Pålsdotterové. Její dětství bylo zřejmě harmonické a brzy se ukázalo, že je učenlivá a má vztah k umění. Když jí bylo čtrnáct let, rodina se přestěhovala do Lundu, kde její otec otevřel úspěšný mlýn známý jako "francouzský Ångqvarn". O rok později zemřel a hlavou rodiny se stal nejstarší syn Jonas (1851-1923). Její sestra Erika působila jako umělkyně a zbývající tři – Hannah, Maria a Lina se všechny věnovaly fotografické profesi.
Asi na konci roku 1880 začala spolupracovat s fotografem Alexizem Brandtem a v dubnu 1890 se Brandt a Jonnová stali společníky podniku "Alexiz Brandt & Co." Její sestry Hannah a Marie byly v podniku také zaměstnány.
V následujícím roce 1891 se Lina Jonn však rozhodla založit svůj vlastní fotografický ateliér doma v Lundu, jehož provoz zahájila v srpnu 1891 na Bantorget č.p. 6, opět ve spolupráci se svými sestrami. Ateliér se rychle stal velmi úspěšným. Mezi klienty studia patřilo mnoho z předních akademiků Lundu, ale Jonnová zvěčnila i celou řadu "obyčejných" lidí v každodenním životě a prostředí.
Studio se primárně zaměřovalo na pořizování portrétů, ale sama Jonnová více a více s fotoaparátem dokumentovala prostředí a události ve městě. Průlom přišel v roce 1893, kdy měla příležitost pořídit oficiální fotografii krále Oskara II. Získala též ocenění na několika národních fotografických soutěžích a výstavách, včetně první ceny v soutěži pořádané časopisem Idun v roce 1896.

## Galerie

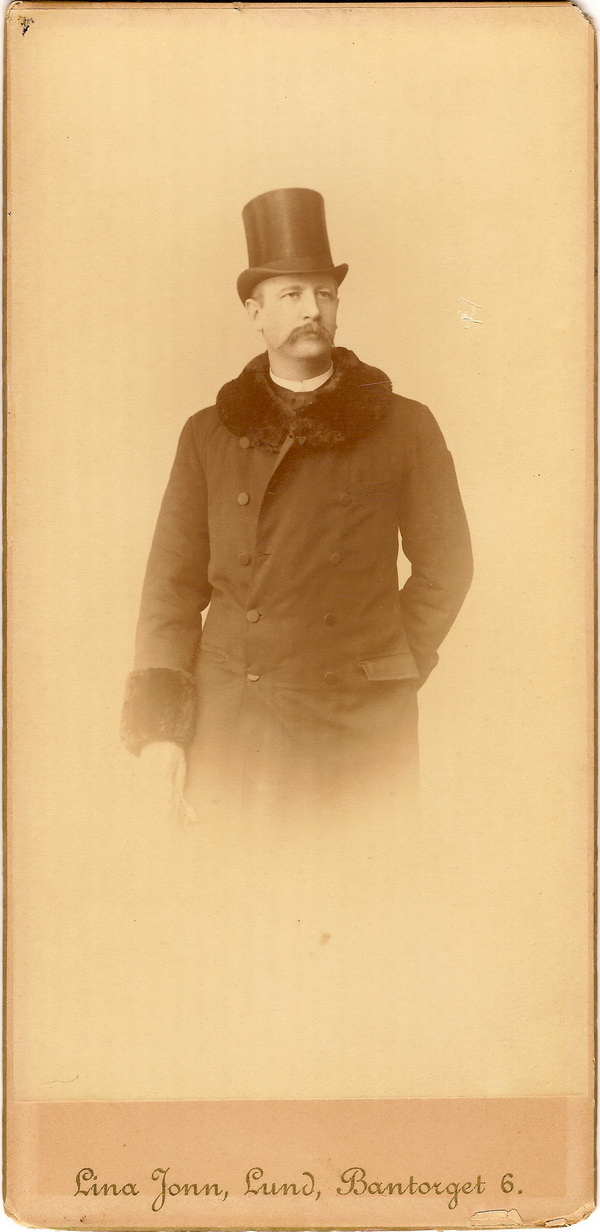
Profesor medicíny Carl Magnus Fürst
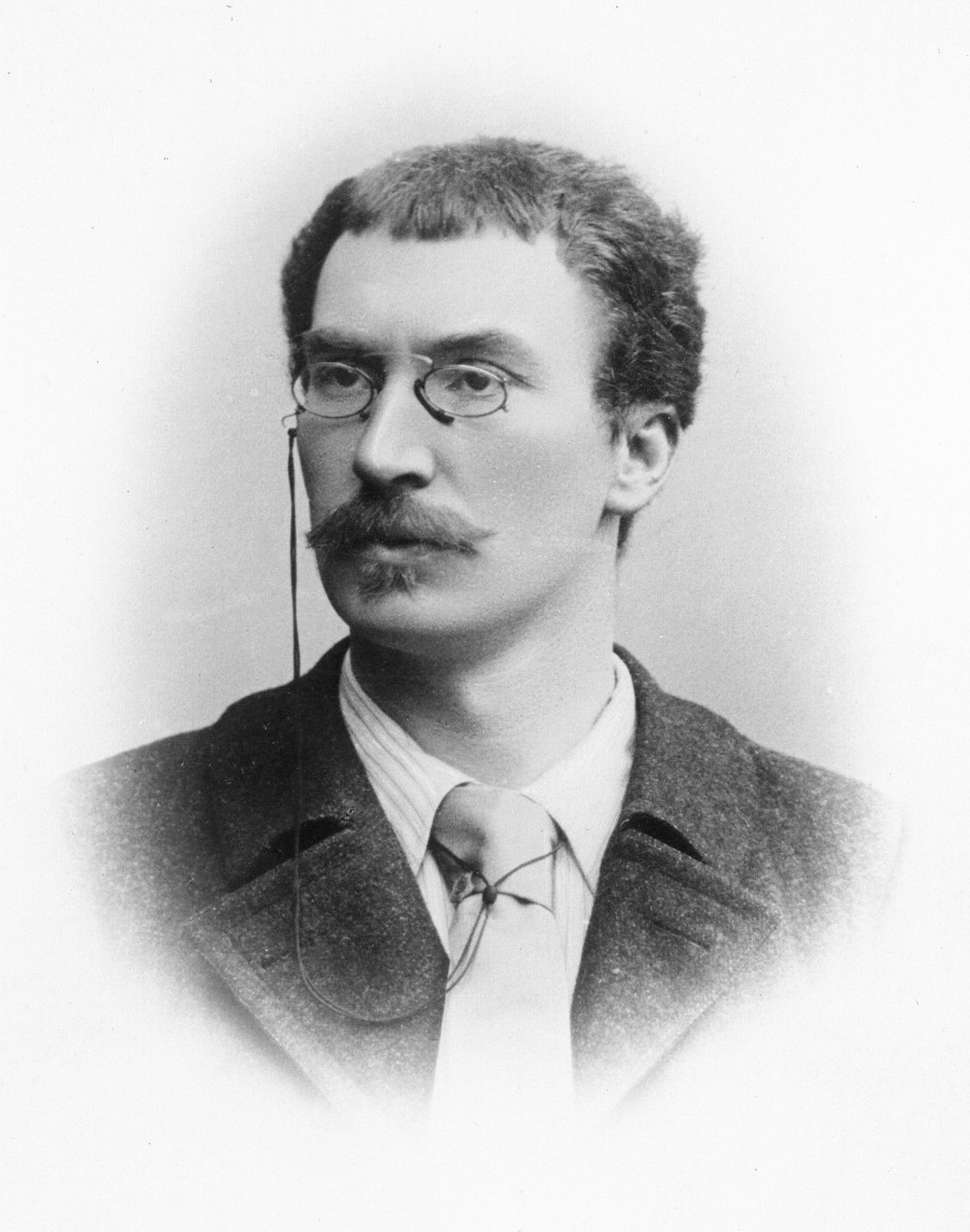
Georg J:son Karlin, historik
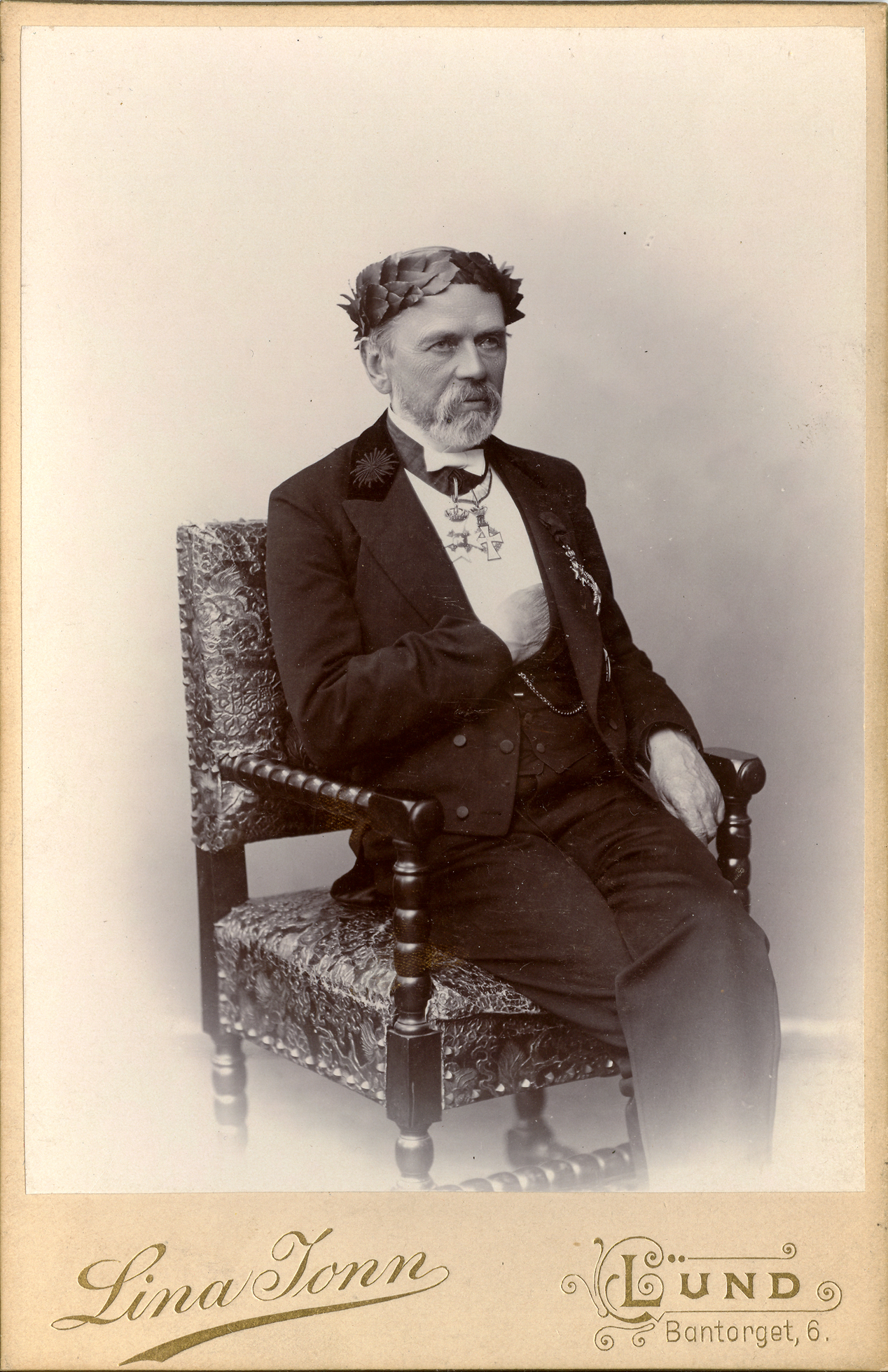
Profesor estetiky Gustaf Ljunggren
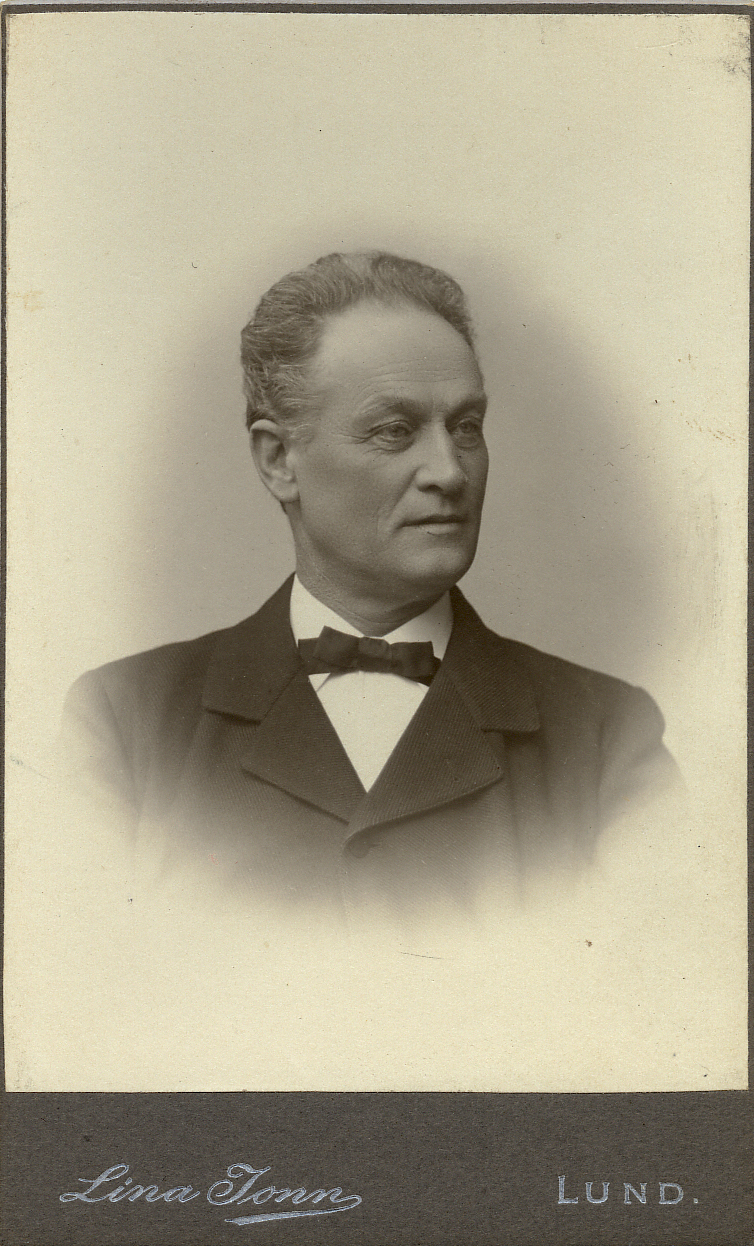
Profesor historie Martin Weibull
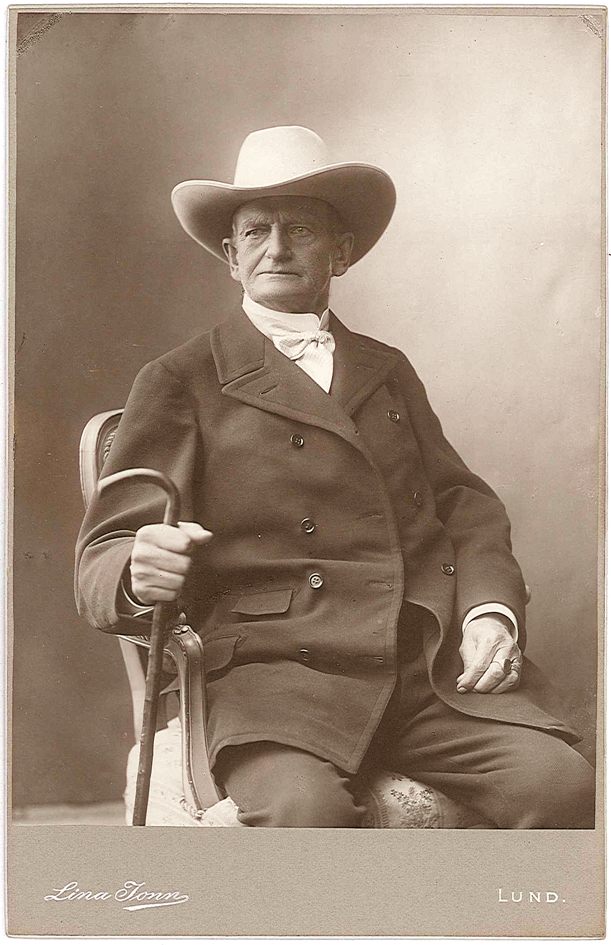
Ministr Arvid Posse
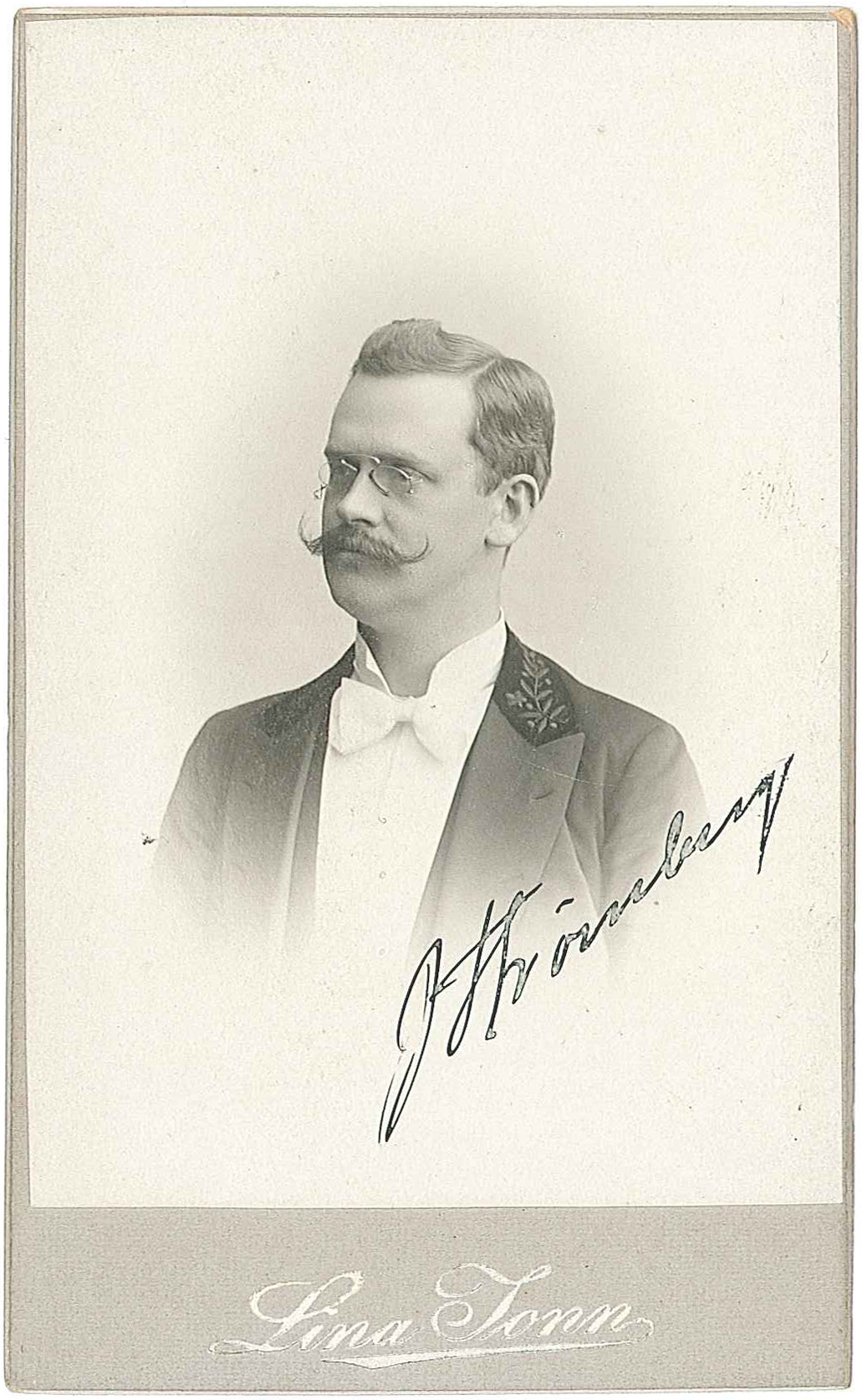
Rektor univerzity ve Spykenu Johannes Strömberg
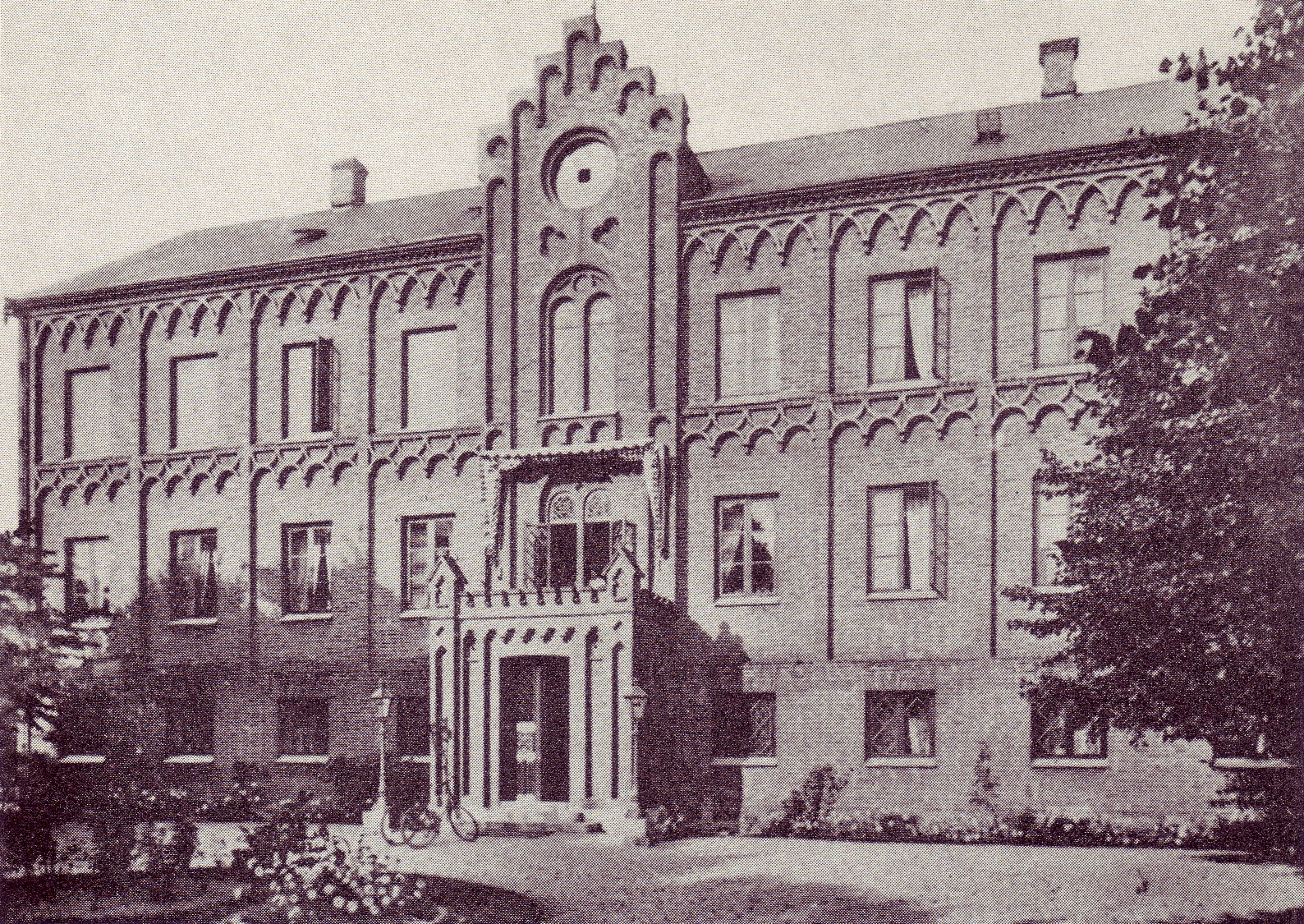
Lund
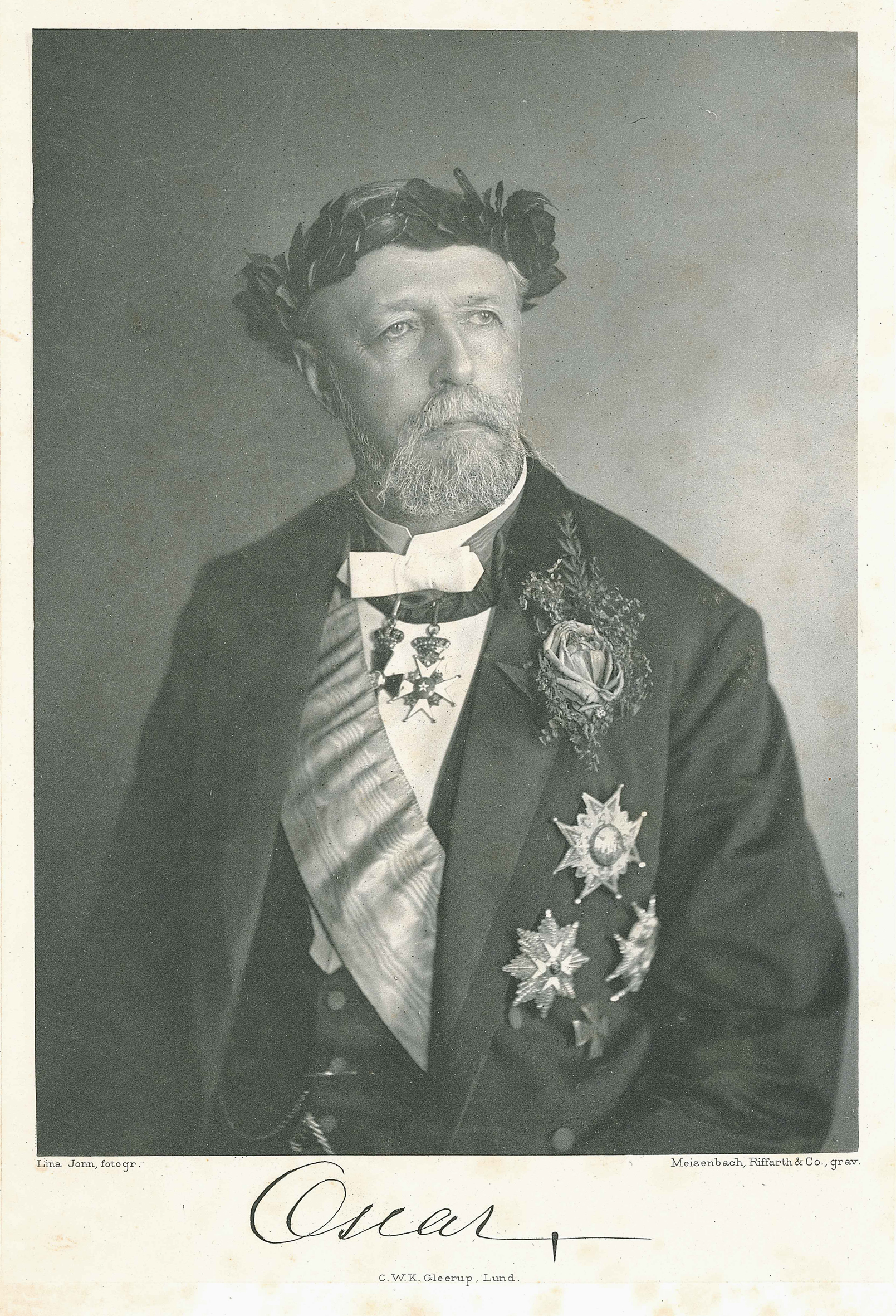
Král Oskar II., 1893
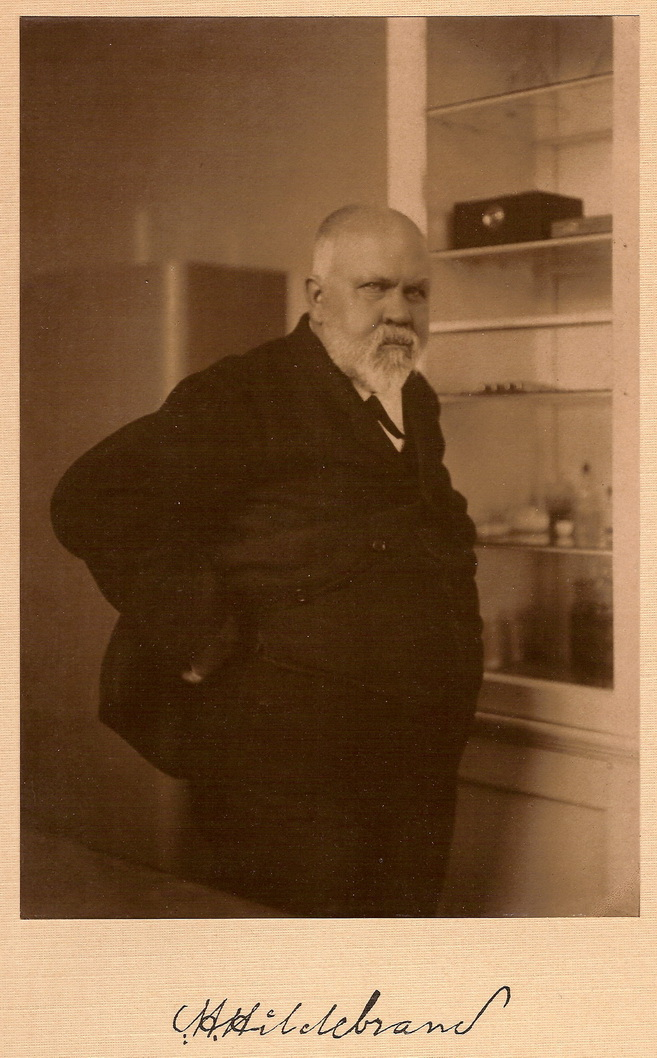
Hildemar Hildebrand, lékař
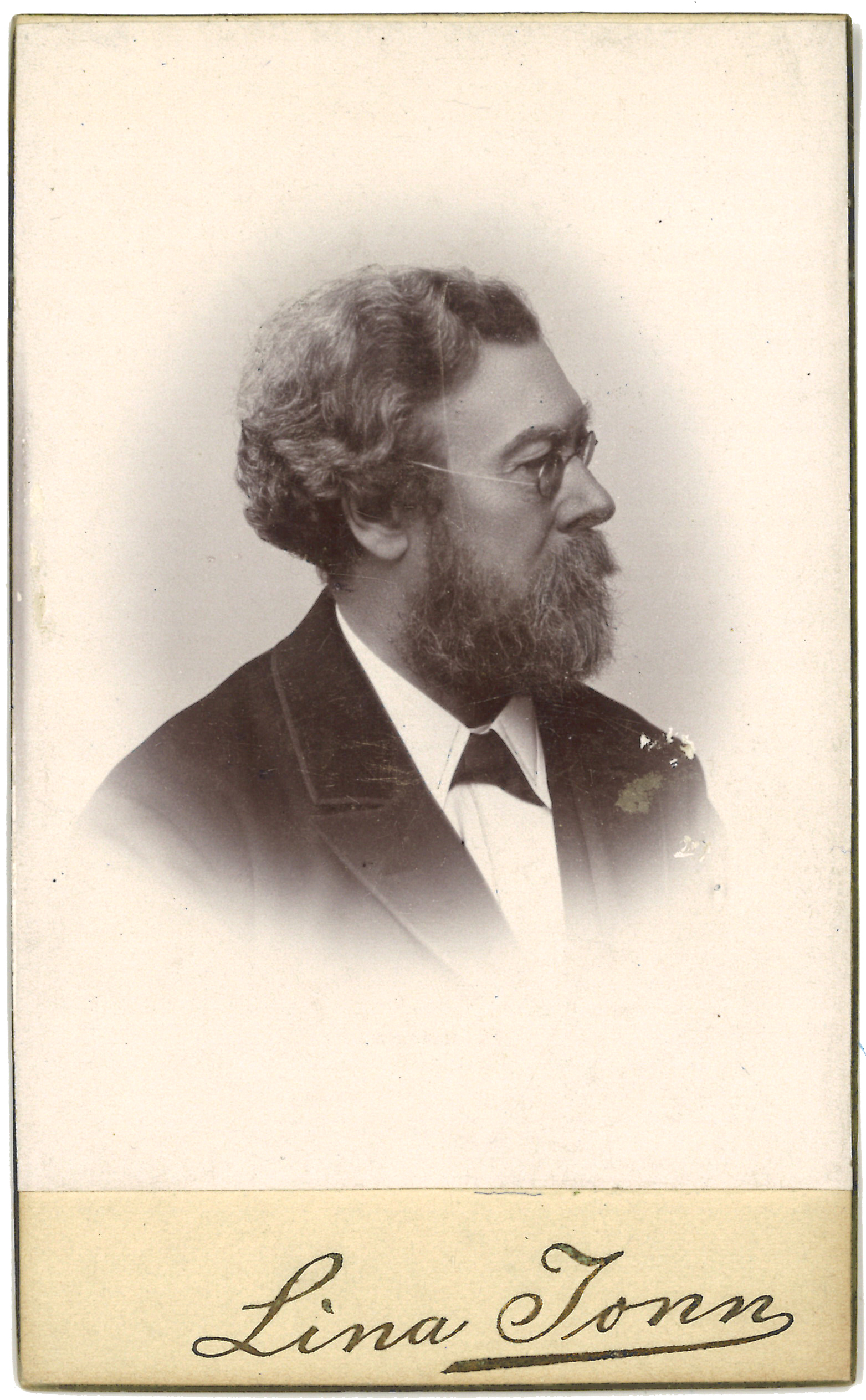
Johan Lang, chemik
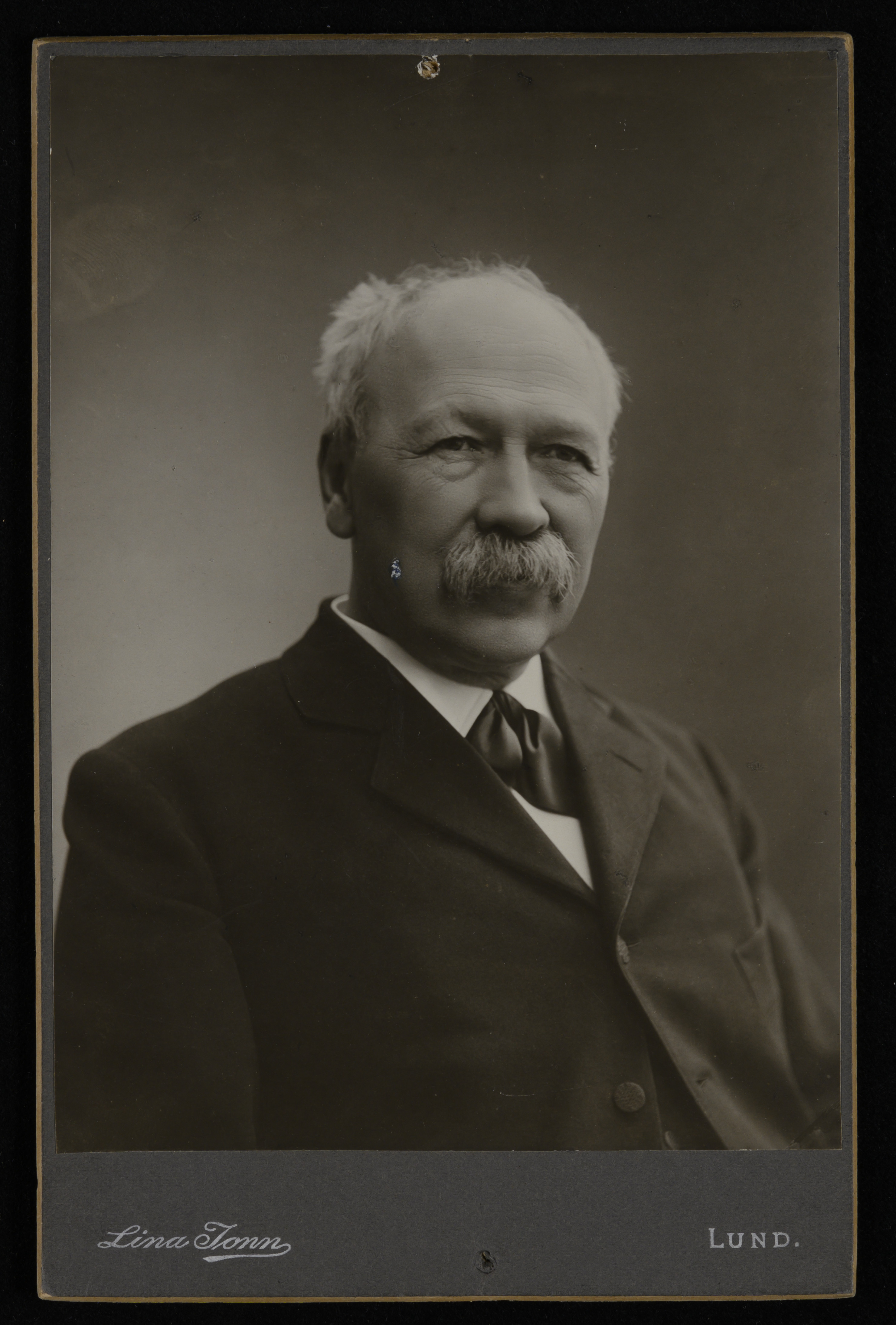
Esaias Tegnér, linguista
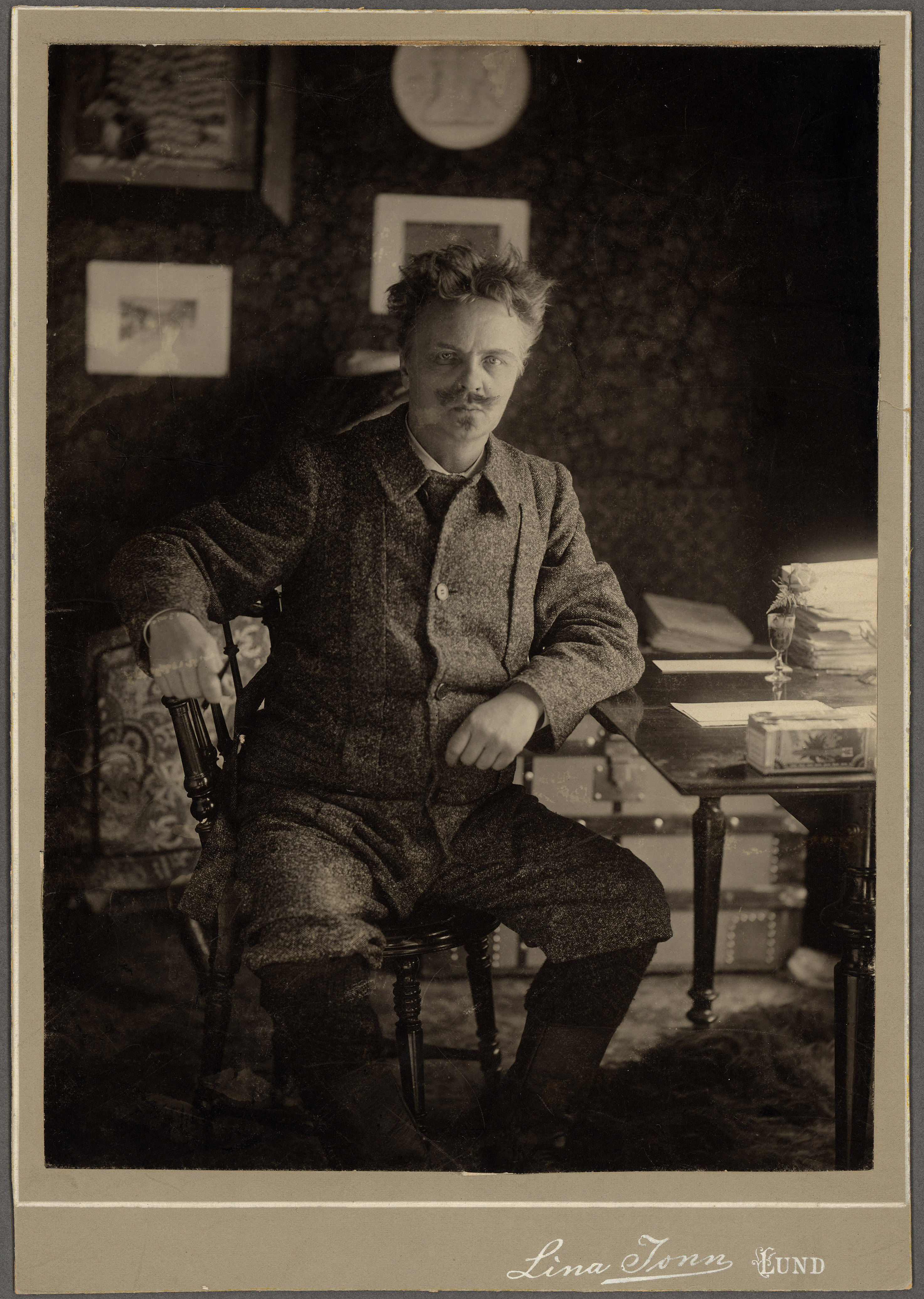
August Strindberg